# Nicolae Stanciu
Nicolae Claudiu Stanciu (Alba Iulia, 7 de mayo de 1993) es un futbolista rumano. Juega de centrocampista y su equipo es el Genoa C. F. C. de la Serie A de Italia.

## Selección nacional
Ha sido internacional con la selección de Rumanía en categorías inferiores y con la absoluta, con la que ha jugado en 82 ocasiones anotando 15 goles.

### Participaciones en Eurocopas
| Copa          | Sede     | Resultado        | Partidos | Goles |
| ------------- | -------- | ---------------- | -------- | ----- |
| Eurocopa 2016 | Francia  | Primera fase     | 2        | 0     |
| Eurocopa 2024 | Alemania | Octavos de final | 4        | 1     |

## Clubes
| Club                | País            | Año       |
| ------------------- | --------------- | --------- |
| Unirea Alba Iulia   | Rumania         | 2008-2011 |
| F. C. Vaslui        | Rumania         | 2011-2013 |
| Steaua de Bucarest  | Rumania         | 2013-2016 |
| R. S. C. Anderlecht | Bélgica         | 2016-2018 |
| A. C. Sparta Praga  | República Checa | 2018-2019 |
| Al-Ahli             | Arabia Saudita  | 2019      |
| S. K. Slavia Praga  | República Checa | 2019-2022 |
| Wuhan Three Towns   | China           | 2022-2023 |
| Damac F. C.         | Arabia Saudita  | 2023-2025 |
| Genoa C. F. C.      | Italia          | 2025-     |

## Palmarés

### Campeonatos nacionales
| Título                               | Club                | País            | Año     |
| ------------------------------------ | ------------------- | --------------- | ------- |
| Liga I                               | Steaua de Bucarest  | Rumania         | 2013-14 |
| Liga I                               | Steaua de Bucarest  | Rumania         | 2014-15 |
| Copa de Rumania                      | Steaua de Bucarest  | Rumania         | 2014-15 |
| Primera División de Bélgica          | R. S. C. Anderlecht | Bélgica         | 2016-17 |
| Supercopa de Bélgica                 | R. S. C. Anderlecht | Bélgica         | 2017    |
| Liga de Fútbol de la República Checa | S. K. Slavia Praga  | República Checa | 2019-20 |
| Liga de Fútbol de la República Checa | S. K. Slavia Praga  | República Checa | 2020-21 |
| Copa de la República Checa           | S. K. Slavia Praga  | República Checa | 2020-21 |
| Superliga de China                   | Wuhan Three Towns   | China           | 2022    |

### Distinciones individuales
| Distinción                | Año  |
| ------------------------- | ---- |
| Futbolista Rumano del año | 2022 |